# Столовач
Столовач (пол. Stołowacz) — село в Польщі, у гміні Більськ-Підляський Більського повіту Підляського воєводства. Населення — 59 осіб (2011).

## Історія
Вперше згадується 1576 року. У минулому було фільварком.
У 1975—1998 роках село належало до Білостоцького воєводства.

## Демографія
Демографічна структура станом на 31 березня 2011 року:
|          | Загалом | Допрацездатний вік | Працездатний вік | Постпрацездатний вік |
| -------- | ------- | ------------------ | ---------------- | -------------------- |
| Чоловіки | 28      | 12                 | 16               | 0                    |
| Жінки    | 31      | 8                  | 14               | 9                    |
| Разом    | 59      | 20                 | 30               | 9                    |